# Alfred Bodenheimer
Alfred Bodenheimer (* 1965 in Basel, Schweiz) ist ein Schweizer Literaturwissenschaftler und Autor. Er ist Professor für Jüdische Literatur- und Religionsgeschichte an der Universität Basel. Neben fachwissenschaftlichen Veröffentlichungen ist er auch Autor mehrerer Kriminalromane.

## Leben und Werk
Alfred Bodenheimer erhielt eine traditionelle jüdische Ausbildung und betrieb Talmudstudien an der Yeshiva University in New York und an der Yeshivat Hamivtar in Israel. 1991 schloss er sein Studium an der Universität Basel mit dem Lizentiat in Deutscher Philologie und Geschichte ab, 1993 promovierte er dort mit einer Arbeit über die Emigration von Else Lasker-Schüler nach Palästina. Nach Forschungs- und Lehrtätigkeiten in Israel und an der Universität Luzern und einer Habilitation an der Universität Genf ging er 2003 als Professor für Jüdische Literatur- und Religionsgeschichte zurück an die Universität Basel. Von 2005 bis 2008 war Bodenheimer zudem Rektor der Hochschule für Jüdische Studien Heidelberg. Von 2010 bis 2012 war er Dekan der Theologischen Fakultät der Universität Basel. Hier leitet er seit August 2010 das Zentrum für Jüdische Studien.
Bodenheimer veröffentlichte zahlreiche wissenschaftliche Publikationen, darunter Studien über Moses und den Ewigen Juden, jüdische Narrative und Traditionsvermittlung.

## Veröffentlichungen (Auswahl)

### Wissenschaftliche Monografien
- Die auferlegte Heimat. Else Lasker-Schülers Emigration in Palästina (= Conditio Judaica. 9). Niemeyer, Tübingen 1995, ISBN 3-484-65109-1 (Zugleich: Basel, Universität, Dissertation, 1993).
- Wandernde Schatten. Ahasver, Moses und die Authentizität der jüdischen Moderne. Wallstein, Göttingen 2002, ISBN 3-89244-509-5.
- In den Himmel gebissen. Aufsätze zur europäisch-jüdischen Literatur (= Schriften der Gesellschaft für Europäisch-Jüdische Literaturstudien. 4). Edition Text + Kritik, München 2011, ISBN 978-3-86916-149-5.
- Haut ab! Die Juden in der Beschneidungsdebatte. Wallstein, Göttingen 2012, ISBN 978-3-8353-1244-9.
- Ungebrochen gebrochen. Über jüdische Narrative und Traditionsbildung. Wallstein, Göttingen 2012, ISBN 978-3-8353-1019-3.

### Redaktionelle Mitarbeit
- Judaica. Beiträge zum Verstehen des Judentums. (Vierteljahresschrift der Stiftung für Kirche und Judentum). ISSN 0022-572X.

### Herausgeber- und Mitautorenschaft
- als Herausgeber mit Miriam Fischer-Geboers: Lesarten der Freiheit. Zur Deutung und Bedeutung von Emmanuel Lévinas’ Difficile Liberté. Alber, Freiburg (Breisgau) u. a. 2014, ISBN 978-3-495-48654-2.
- Kommentar zu Arnold Zweig. In: Birgit Erdle, Werner Konitzer (Hrsg.): Theorien über Judenhass – eine Denkgeschichte. Kommentierte Quellenedition (1781–1931) (= Wissenschaftliche Reihe des Fritz-Bauer-Instituts. 26). Campus, Frankfurt am Main 2015, ISBN 978-3-593-50470-4, S. 316–325.
- Welche Sprache spricht Gott? Versuche aus Judentum, Christentum und Islam. Zusammen mit Thomas Bauer und Michael Seewald. wbg Theiss, Darmstadt 2022, ISBN  978-3-8062-4494-6.

Eine ausführliche Liste der Aufsätze, Herausgeberschaften und Zeitschriftenbeiträge findet sich auf der Website der Jewish Studies der Universität Basel.

### Kriminalromane
- Kains Opfer. Nagel & Kimche, München 2014, ISBN 978-3-312-00628-1.
- Das Ende vom Lied. Nagel & Kimche, München 2015, ISBN 978-3-312-00648-9.
- Der Messias kommt nicht. Nagel & Kimche, München 2016, ISBN 978-3-312-00686-1.
- Ihr sollt den Fremden lieben. Nagel & Kimche, München 2017, ISBN 978-3-312-01033-2.
- Im Tal der Gebeine. Nagel & Kimche, München 2018, ISBN 978-3-312-01085-1.
- Der böse Trieb. Ein Fall für Rabbi Klein, Kampa Verlag, Zürich 2021, ISBN 978-3-311-12530-3.
- Mord in der Straße des 29. November. Kampa Verlag, Zürich 2022, ISBN 978-3-311-12559-4.
- In einem fremden Land. Kampa Verlag, Zürich 2024, ISBN 978-3-311-12531-0.